# 圣茹旺
圣茹旺（法語：Saint-Jouvent，法語發音：[sɛ̃ ʒuvɑ̃]）是法国新阿基坦大区上维埃纳省的一个市镇，属于利摩日区。

## 地理
圣茹旺（45°57'27"N, 1°12'17"E）面积24.96 平方千米，位于法国新阿基坦大区上维埃纳省，该省份为法国中西部省份，北起顺时针与安德尔省、克勒兹省、科雷兹省、多爾多涅省、夏朗德省和维埃纳省接壤。
与圣茹旺接壤的市镇（或旧市镇、城区）包括：博纳克拉科特、沙普特拉、孔普雷尼亚克、楠蒂亚、尼约勒、佩里亚克、图龙。

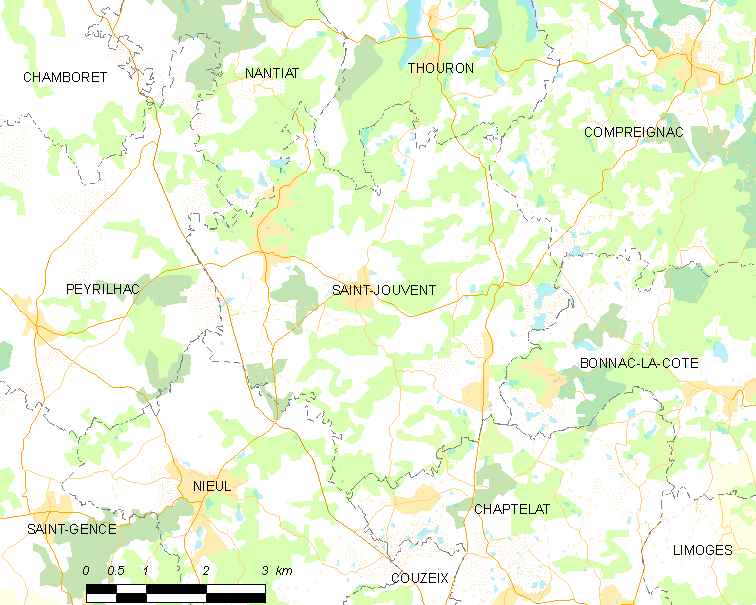
圣茹旺的OSM定位图

圣茹旺的时区为UTC+01:00、UTC+02:00（夏令时）。

## 行政
圣茹旺的邮政编码为87510，INSEE市镇编码为87152。

## 政治
圣茹旺所属的省级选区为库泽克斯县。

## 人口

1962-2008年间圣茹旺人口变化图示

圣茹旺于2022年1月1日时的人口数量为1630人。